# Mastermind (album Ricka Rossa)
Mastermind – szósty studyjny album amerykańskiego rapera Rick Rossa.Wydany 3 marca 2014 roku przez Maybach Music Group, Slip-N-Slide Records oraz Def Jam Recordings. Gościnnie pojawiają się Jay-Z, Young Jeezy, The Weeknd, Kanye West, Big Sean, Meek Mill, Lil Wayne, French Montana, P.Diddy, Scarface, Sizzla, Mavado oraz Z-Ro. Album promowany był 3 singlam, na wszystkich pojawiają się goście, na Devil Is A Lie usłyszeć możemy nowojorskiego rapera Jay-Z, na War Ready Ricka wspiera Young Jeezy a na Thug Cry towarzyszy mu Lil Wayne. Mastermind zadebiutował na 1 miejscu Billboard 200, sprzedając się, już w pierwszym tygodniu, w ponad 179,000 kopii w Stanach Zjednoczonych.

## Lista utworów
| Nr | Tytuł                                                     | Producent                                        | Goście                | Czas |
| -- | --------------------------------------------------------- | ------------------------------------------------ | --------------------- | ---- |
| 1  | "Intro"                                                   | -                                                | -                     | 1:01 |
| 2  | "Rich Is Gangsta"                                         | Black Metaphor                                   | -                     | 3:16 |
| 3  | "Drug Dealer's Dream"                                     | J. Manifest                                      | -                     | 4:02 |
| 4  | "Shots Fired"                                             | -                                                | -                     | 0:53 |
| 5  | "Nobody"                                                  | Sean Combs                                       | French Montana        | 4:41 |
| 6  | "The Devil Is A Lie"                                      | Major Seven, K.E. on the Track                   | Jay-Z                 | 5:10 |
| 7  | "Mafia Music 3"                                           | Bink!                                            | Sizzla & Mavado       | 5:07 |
| 8  | "War Ready"                                               | Mike Will Made It                                | Young Jeezy           | 7:03 |
| 9  | "What A Shame"                                            | Reefa                                            | French Montana        | 2:14 |
| 10 | "Supreme"                                                 | Scott Storch                                     | -                     | 3:37 |
| 11 | "BLK & WHT"                                               | D-Rich                                           | -                     | 3:59 |
| 12 | "Dope Bitch (skrót)"                                      | -                                                | -                     | 2:53 |
| 13 | "In Vein"                                                 | The Weeknd, DaHeala                              | The Weeknd            | 4:21 |
| 14 | "Sanctified"                                              | Kanye West, Mike Dean, DJ Mustard                | Kanye West & Big Sean | 4:49 |
| 15 | "Walkin On Air"                                           | D-Rich                                           | Meek Mill             | 4:28 |
| 16 | "Thug Cry"                                                | J.U.S.T.I.C.E. League                            | Lil Wayne             | 4:25 |
| 17 | "Blessing In Disguise (bonus track-wersja deluxe)         | StreetRunner, Vinny Venditto, DJ Khaled          | Scarface & Z-Ro       | 4:56 |
| 18 | "Paradise Lost (bonus track-wersja deluxe)                | Ben Billions, Beats, Messy                       | -                     | 4:58 |
| 19 | "You Know I Got It (Reprise) [bonus track-wersja deluxe]" | Boi-1da, Vinylz, Timbaland, Jerome "J-Roc"Harmon | -                     | 4:39 |